# Тьяльви
Тьяльви (др.-исл. Þjálfi) или Тьельвар (др.-гутн. Þjelvar) или Тиальфи— в германо-скандинавской мифологии сын крестьянина, появляющийся дважды в «Снорровой Эдде» и один раз в «Гутасаге». Аналоги имени — Дельфе и Тиль.
В честь Тьельвара был назван околоземный астероид.

## Упоминания

### Младшая Эдда
«Видение Гюльви» повествует о том, как Тор и Локи посещают семью Тьяльви по пути в Утгард. Тор зарезал своих козлов, освежевал туши, а после ужина разложил шкуры перед очагом и велел всей семье кидать в них кости. Но Тьяльви расколол ножом бедренную кость одного козла и выковырял мозг. Наутро Тор воскресил козлов, но один из них хромал. В наказание Тор обязал Тьяльви и его сестру Рёскву пожизненно служить ему. Тьяльви и Рёсква сопровождали Тора и Локи в путешествии в страну Ётунов, где Тьяльви состязался в скорости с мыслью Утгарда-Локи.
В «Языке поэзии» Тьяльви помогает Тору в битве с ётуном Грунгниром, а также побеждает другого монстра по имени Мёккуркальви, ётуна из глины, но с «сердцем, полным страха».
В «Законе Тора» Тьяльви также выступает спутником Тора в поездке к ётуну Гейррёду, однако у Снорри в этой истории вместо Тьяльви фигурирует Локи.

### Гутасага
В «Гутасаге» Тьельвар предстаёт взрослым человеком, прибывшим на волшебный остров, который каждую ночь тонул, а днём снова всплывал. Тьельвар развёл костёр на острове, и с тех пор он больше не тонул. Хафти, сын Тьельвара, взял в жёны Хвитастьерну (имя в переводе означает «белая звезда»), и они стали прародителями гутар.
Каменный корабль, в соответствии с легендой, является могилой Тьельвара и датируется приблизительно 750 г. до н. э.